# Diamante (Paraíba)
Diamante is een gemeente in de Braziliaanse deelstaat Paraíba. De gemeente telt 6.751 inwoners (schatting 2009).